# 정이서
정이서(1993년 8월 13일 ~ )는 대한민국의 배우이다.

## 학력
- 동덕여자대학교 방송연예학과

## 출연 작품

### 영화
- 《그녀의 취미생활》 (2023년) - 정인 역
- 《헤어질 결심》 (2022년) - 유미지 역
- 《조제》 (2020년) - 나영 역
- 《삼진그룹 영어토익반》 (2020년) - 감사실 직원 역
- 《7월7일》 (2020년) - 미주 역
- 《기생충》 (2019년) - 피자가게 사장 역
- 《산책》 (2018년)
- 《수성못》 (2018년) - 도를 믿는 여자 역
- 《리얼》 (2017년) - 밀실클럽 중독자 역
- 《레볼루션》 (2015년) - 동화 역

### 드라마
- 《너 믿는다》 - 김수정 역
- 《살인자ㅇ난감》 - 선여옥 역 (2024년, 넷플릭스)
- 《O'PENing - 복숭아 누르지 마시오》 - 장하구 / 강해숙 역 (2023년, tvN)
- 《사막의 왕》 (2022년, Watcha)
- 《지금 우리 학교는》 (2022년, Netflix) - 김현주 역
- 《설강화 : snowdrop》 (2021년, JTBC) - 신경자 역
- 《드라마 스페셜 - 셋》 (2021년, KBS2) - 우형주 역
- 《마인:MINE》 (2021년, tvN) - 김유연 역
- 《구미호뎐》 (2020년, tvN) - 김새롬 역
- 《드라마 스페셜 - 굿바이 비원》 (2019년, KBS2) - 박경혜 역
- 《보이스 3》 (2019년, OCN) - 권세영 역
- 《고양이 바텐더》 (2019년, 웹드라마) - 은주 역
- 《마이 엑스 다이어리》 (2018년, 웹드라마) - 보나 역